# George Finch, IX conte di Winchilsea
George Finch, IX conte di Winchilsea (4 novembre 1752 – 2 agosto 1826), è stato un nobile inglese.

## Biografia
Era l'unico figlio maschio di William Finch, figlio di Daniel Finch, VII conte di Winchilsea, e di sua moglie, Charlotte Fermor, figlia di Thomas Fermor, I conte di Pomfret.
Nel 1769 succedette a suo zio nella contea.

### Carriera militare
Prestò servizio nell'87º reggimento di fanteria. Partecipò alla Guerra d'indipendenza americana (1776-1780) con il grado di tenente colonnello. Nel 1784 fu uno dei primi promotori della fondazione del White Conduit Club (WCC).

### Matrimonio
Non si sposò ma ebbe un figlio illegittimo:
- George (1794-1870)

## Morte
Morì il 2 agosto 1826.

## Ascendenza
|                                                                |                                     |                                       | Genitori                                        |  |  | Nonni |  |  | Bisnonni                             |  |  | Trisnonni     |  |
|                                                                |                                     |                                       |                                                 |  |  |       |  |  | Heneage Finch, I conte di Nottingham |  |  | Heneage Finch |  |
|                                                                |                                     |                                       |                                                 |  |  |       |  |  | Heneage Finch, I conte di Nottingham |  |  | Heneage Finch |  |
|                                                                |                                     | Frances Bell                          |                                                 |  |  |       |  |  | Heneage Finch, I conte di Nottingham |  |  |               |  |
| Daniel Finch, VII conte di Winchilsea e II conte di Nottingham |                                     |                                       |                                                 |  |  |       |  |  | Heneage Finch, I conte di Nottingham |  |  |               |  |
|                                                                |                                     | Elizabeth Harvey                      | William Harvey                                  |  |  |       |  |  |                                      |  |  |               |  |
|                                                                |                                     | Elizabeth Harvey                      | William Harvey                                  |  |  |       |  |  |                                      |  |  |               |  |
|                                                                |                                     | Elizabeth Harvey                      | Elizabeth Kinnersley                            |  |  |       |  |  |                                      |  |  |               |  |
| William Finch                                                  |                                     | Elizabeth Harvey                      |                                                 |  |  |       |  |  |                                      |  |  |               |  |
|                                                                |                                     | Christopher Hatton, I visconte Hatton | Christopher Hatton, I barone Hatton             |  |  |       |  |  |                                      |  |  |               |  |
|                                                                |                                     | Christopher Hatton, I visconte Hatton | Christopher Hatton, I barone Hatton             |  |  |       |  |  |                                      |  |  |               |  |
|                                                                |                                     | Christopher Hatton, I visconte Hatton | Elizabeth Montagu                               |  |  |       |  |  |                                      |  |  |               |  |
| Anne Hatton                                                    |                                     | Christopher Hatton, I visconte Hatton |                                                 |  |  |       |  |  |                                      |  |  |               |  |
|                                                                |                                     | Cecilia Tufton                        | John Tufton, II conte di Thanet                 |  |  |       |  |  |                                      |  |  |               |  |
|                                                                |                                     | Cecilia Tufton                        | John Tufton, II conte di Thanet                 |  |  |       |  |  |                                      |  |  |               |  |
|                                                                |                                     | Cecilia Tufton                        | Margaret Sackville                              |  |  |       |  |  |                                      |  |  |               |  |
| George Finch, IX conte di Winchilsea e IV conte di Nottingham  |                                     | Cecilia Tufton                        |                                                 |  |  |       |  |  |                                      |  |  |               |  |
|                                                                | William Fermor, I barone Leominster | William Fermor, I baronetto           |                                                 |  |  |       |  |  |                                      |  |  |               |  |
|                                                                | William Fermor, I barone Leominster | William Fermor, I baronetto           |                                                 |  |  |       |  |  |                                      |  |  |               |  |
|                                                                | William Fermor, I barone Leominster | Mary Perry                            |                                                 |  |  |       |  |  |                                      |  |  |               |  |
| Thomas Fermor, I conte di Pomfret                              | William Fermor, I barone Leominster |                                       |                                                 |  |  |       |  |  |                                      |  |  |               |  |
|                                                                |                                     | Sophia Osborne                        | Thomas Osborne, I duca di Leeds                 |  |  |       |  |  |                                      |  |  |               |  |
|                                                                |                                     | Sophia Osborne                        | Thomas Osborne, I duca di Leeds                 |  |  |       |  |  |                                      |  |  |               |  |
|                                                                |                                     | Sophia Osborne                        | Bridget Bertie                                  |  |  |       |  |  |                                      |  |  |               |  |
| Charlotte Fermor                                               |                                     | Sophia Osborne                        |                                                 |  |  |       |  |  |                                      |  |  |               |  |
|                                                                |                                     | John Jeffreys, II barone Jeffreys     | George Jeffreys, I barone Jeffreys              |  |  |       |  |  |                                      |  |  |               |  |
|                                                                |                                     | John Jeffreys, II barone Jeffreys     | George Jeffreys, I barone Jeffreys              |  |  |       |  |  |                                      |  |  |               |  |
|                                                                |                                     | John Jeffreys, II barone Jeffreys     | Sarah Neesham                                   |  |  |       |  |  |                                      |  |  |               |  |
| Henrietta Louisa Jeffreys                                      |                                     | John Jeffreys, II barone Jeffreys     |                                                 |  |  |       |  |  |                                      |  |  |               |  |
|                                                                |                                     | Charlotte Herbert                     | Philip Herbert, VII conte di Pembroke           |  |  |       |  |  |                                      |  |  |               |  |
|                                                                |                                     | Charlotte Herbert                     | Philip Herbert, VII conte di Pembroke           |  |  |       |  |  |                                      |  |  |               |  |
|                                                                |                                     | Charlotte Herbert                     | Henrietta Mauricette de Penancoët de Kérouaille |  |  |       |  |  |                                      |  |  |               |  |
|                                                                |                                     | Charlotte Herbert                     |                                                 |  |  |       |  |  |                                      |  |  |               |  |